# Сементовский, Николай Максимович
Николай Максимович Сементовский (Сементовский-Курилло, Сементовский-Курило; род. 18 февраля (2 марта) 1819, д. Семеногорка (сейчас Червоногорка), Золотоношский уезд, Полтавская губерния — ум. 24 октября (5 ноября) 1879, похоронен в местечке Ирклиев) — статский советник,  украинский писатель, археолог, историк.

## Биография
По окончании гимназического образования в бывшей Гимназии высших наук князя Безбородко поступил в 1836 году в Нежинский юридический лицей. Здесь в 1840 году окончил он полный курс наук, со степенью студента лицея и правом на чин XIV класса и в том же году был зачислен на службу в канцелярию Черниговского, Полтавского и Харьковского генерал-губернатора.
Литературным дебютом Сементовского стала повесть «Андроник», опубликованная в «Детском журнале» в 1838 году, когда он ещё учился в лицее. В тот период журнал издавался под редакцией А. Н. Очкина. В 1843 году Сементовский был уже в Петербурге, состоял при канцелярии Военного министерства и с этого именно года начинается настоящая его литературная деятельность. Если нельзя сказать про Сементовского, что он произвел что-либо особенное, выдвигающее автора из ряда второстепенных писателей, то нельзя также и отрицать пользу добросовестных его трудов, особенно в археологическом отношении. Среди бюрократических занятий, по министерству, среди наплыва других дел и занятий, в город, где столько развлечений, где все способно отвлечь молодость от мыслей положительных и серьёзных, Сементовский не увлёкся общим потоком и трудился усиленно и постоянно.
Начиная с 1843 года его литературная деятельность, особенно в археологическом роде, идет crescendo и все последние произведения его преимущественно относились до края его рождения и воспитания. После небольшой пьесы «Нищий», помещённой в журнале «Маяк» на 1843 год, повести «Губернский чиновник» — в «Литературной газете» и статьи «Харьковский Театр», напечатанной в «Пантеон и Репертуар русской сцены», в том же году Сементовский начал пробовать себя в историко-повествовательном роде и напечатал в «Маяке» 1845 года повесть «Мазепа». Вскоре Сементовский начал регулярно публиковаться в «Иллюстрации» под редакцией Нестора Кукольника со статьями, посвящёнными Малороссии. Вслед за «Сборною церковью в Полтаве» и двумя статьями «Полтава», Сементовский занялся сочинением более серьёзным, продуманным, требовавшим изучения и справок и, видимо, навеянным, хотя и прекрасным сочинением Бантыш-Каменского «История Малороссии» и начал печатать в «Иллюстрации» продолжительный ряд статей под заглавием «Старина Малороссийская, Запорожская и Донская». Внимательный к усилиям Сементовского и бывший сам воспитанник Нежинской гимназии высших наук князя Безбородко, Н. В. Кукольник украсил эти статьи необходимыми пояснительными политипажами, потом отпечатал, особенною брошюрою автору, которая продавалась впоследствии отдельно и имела порядочный успех в кругу читателей наклонных к произведениям подобного рода. За этим последовала статья «Харьков» и рассказ «Вера Михайловна», напечатанные в той же «Иллюстрации» в 1846 году, сверх других мелких статей Сементовского, не подписанных его фамилией и заключавшихся в критическом разборе выходивших в тот год разных изданий и книг.
Кроме «Иллюстрации», в которой сотрудничество Сементовского было постоянно во все время служебного его пребывания в Петербурге, он ещё в 1843 году, напечатал несколько мелких своих статей в разных периодических изданиях. В числе этих статей только одна относилась к Малороссии, это была публикация «О Малороссийской демонологии», вышедшая в «Московитянине» в 1843 году.
Работы Сементовского в области археологии привлекли внимание некоторых специалистов, и по их представлению, он был избран 28 ноября 1846 года, членом-сотрудником Императорского Географического общества. Это избрание побудило Сементовского к новым трудам, и он в следующем же году напечатал в «Иллюстрации» серию статей «Таврида», посвящённую описанию южного берега Крыма и его достопримечательностей. Из беллетристических произведений Сементовского 1847 и 1848 года известны только «Квесторка», помещённая в «Иллюстрации» и трёхтомный роман «Баронесса Флатсберг», напечатанный в «Пантеоне», и не вызвавший широкого резонанса. Затем в 1847 году в «Северной пчеле» была опубликована небольшая статья Сементовского под заглавием «Ираклийский полуостров»; в 1848 году напечатана была в «Иллюстрации» его статья «Коренная пустынь», а в 1849 году отрывок из романа «Золотая грамота». В том же году Сементовский, оставив, по болезни, службу в Военном министерстве, переселился в Киев. Здесь он задумал большой исторический роман, несколько глав из которого книгопродавцом Поляковым в 1851 году отдельным изданием под заглавием «Потёмкин, как казак войска Запорожского».
В 1852 году Сементовский снова поступил на государственную службу в канцелярию киевского гражданского губернатора. Эта служба дала ему ещё более средств и удобств для занятия изучением исторических особенностей родного края — и первым плодом его любознательных изысканий была отдельная книжка, изданная им в 1852 году, под заглавием: «Киев и его достопримечательности», за поднесение которой он удостоился получить от императора Николая Павловича драгоценный бриллиантовый перстень, от великого князя Константина Николаевича, бывшего председателем Русского географического общества — благодарность, а от великих князей Николая и Михаила Николаевичей — драгоценную золотую табакерку. В этом же году Сементовский избран был в члены-корреспонденты Императорского Археологического и Нумизматического Общества. Будучи тогда же назначен секретарем распорядительного комитета первой Киевской выставки сельских произведений, он составил её подробное описание, напечатанное впоследствии в «Журнале Министерства государственных имуществ» за 1853 год.
В 1856 и 1857 годах является длинный ряд трудов Сементовского: он издал в Киеве «Запорожскую рукопись о кладах» и напечатал в «Русском инвалиде» отдельное сочинение «Сказание о ловах великих князей Киевских», в котором впервые было представлено публике печатное изображение велико-княжеских ловов, написанных в XI веке al-fresko на стенах киевского Софийского собора. Наконец, продолжая быть верным раз положенной цели, Сементовский предпринял издание «Галереи Киевских достопамятных видов и древностей». Проживая в Киеве, Сементовский не переставал принимать деятельное участие, как корреспондент, в «Северной пчеле», «Московских ведомостях», «Сыне отечества», «Русском дневнике», «Одесском вестнике», «Полтавских…» и «Киевских губернских ведомостях» и других изданиях, помещая в них всё то, что казалось ему заслуживающим известности и гласности по своей пользе, стороне или общезнаменательной новости.
В 1866 году Сементовский начал издавать «Киевский Хозяйственный Календарь», который в следующих годах носил уже название «Киевского Всенародного Календаря», а в 1876 году напечатал задуманный давно и добросовестно выполненный труд «Поверенные и доверители, защитники и обвинители» в трех частях. Этот труд и «Древнейшая в России Церковь Спаса на Берестове» были едва ли не заключительными в литературной деятельности Сементовского. Гражданская служба его в Киеве с 1859 года, в звании почётного члена Киевского Попечительства Детских Приютов, доставила ему последовательно чины до статского советника включительно.
Но годы, болезни и неустанная в течение всей жизни работа, также делали своё дело и, страстно преданный литературному труду, Сементовский почувствовал необходимость в более покойной жизни. Получив в 1875 году в наследство после смерти отца то же самое имение, где он увидел свет, Сементовский переехал туда и хотя не клал пера, продолжая корреспондировать в разные столичные газеты, но над ним уже стоял грозный недуг и близился к нему грозный час. При недостаточной, по-видимому, ещё свежести и бодрости сил, в октябре 1879 года у него развился карбункул на спине. Медицинские средства, бывшие под рукою, оказались неудовлетворительными и 24 числа того же месяца энергичный труженик слёг на вечный покой. Сементовский похоронен в ограде своей приходской церкви Св. Николая в местечке Ирклиев, Золотоношского уезда, возле своих отца и матери, где он и лежит ныне с миром, честно и усердно проработав всю свою жизнь на ниве родного слова и родной науки.
Автор статьи: Сементовский Константин Максимович. 1881 год.

## Хронология библиографии
- 1843 год — Сементовский Н. М. — «О Малороссийской демонологии», напечатанная в «Московитянин», 1843год.
- 1843 год — Сементовский Н. М. — «Нищий», драма (журнал «Маяк», 1843).
- 1843 год — Сементовский Н. М. — «Губернский чиновник», повесть в «Литературной газете».
- 1844 год — Сементовский Н. М. — «Харьковский Театр», напечатанной в «Пантеон и Репертуар Русской Сцены».
- 1845 год — Сементовский Н. М.— «Кочубей, генеральный судья.» Историческая повесть Н.Сементовского. СПб. Типография Морского кадетского корпуса, 1845 год, 378 стр. «Российская национальная библиотека» Санкт-Петербург.
- 1845 года — Сементовский Н. М. — «Мазепа», повесть, напечатанной в журнале «Маяк».
- 1846 год — Сементовский Н. М. — «Вера Михайловна», рассказ, напечатан в «Иллюстрации».
- 1846 год — Сементовский Н. М. — «Тохтамыш-хан и дочь его Ненекеджан-Ханым». Предание. Северная Пчела, 1846 год № 261; 262; 263; 264.
- 1846 год — Сементовский Н. М. — «Харьков», статья, напечатан в «Иллюстрации».
- 1846 год — Сементовский Н. М. — «Старина Малороссийская, Запорожская и Донская.» СПб (тип. И. Фишона) 1846 год, 64 стр с илл. «Российская национальная библиотека» Санкт-Петербург.
- 1847 год — Сементовский Н. М. — пять статей под общим заглавием: «Таврида», напечатан в «Иллюстрации».
- 1847 год — Сементовский Н. М.— «Квесторка» напечатан в «Иллюстрации» Том 5: № 45 и 46, Санкт-Петербург.
- 1847 год — Сементовский Н. М. — «Баронесса Флагсберг», напечатан в «Пантеоне».
- 1847 год — Сементовский Н. М. — «Ираклийский полуостров», статья, напечатан в «Северной Пчеле».
- 1847 год — Сементовский Н. М. — «Путешественник. (Южный берег Крыма)» — Николая Сементовского. СПб., (тип. И. Фишона), 1847 год, 148стр. «Российская национальная библиотека» Санкт-Петербург.
- 1848 год — Сементовский Н. М. — «Коренная пустынь», статья, напечатана в «Иллюстрации» Том 6, Санкт-Петербург.
- 1849 год — Сементовский Н. М. — отрывок из романа «Золотая грамота».
- 1851 год- Сементовский Н. М. , титулярный советник, член географического общества, написал «Разлив Днепра в Золотоношском уезде», 11 стр., рукопись. Автор сделал краткое географическое описание берегов Днепра вблизи деревни Семеногорка. Он описал разлив реки, лов и посол рыбы во время разлива (с чертежом распластанной рыбы).
- 1851 год — Сементовский Н. М. — «Потемкин как казак Войска запорожского.» В 2-х частях,Николая Сементовского. СПб., В.Петров-Поляков,1851 год. Часть 1 — 122стр., 7 л. илл., Часть 2 84 стр., 5л. илл."Российская национальная библиотека" Санкт-Петербург.
- 1864—1865 годы — Сементовский Н. М. в номерах историко-литературного журнала «Вестник Западной России», публикует повесть «Воевода волчий хвост».
- 1852 год — Сементовский Н. М. — «Киев и его достопамятности.» Сочинение члена-сотрудника Русского Географического и член-корреспондент С.Петербургского Археологического и Нумизматического обществ Николая Сементовского. Киев, (Губернская типография), 1852 год, 259 стр. «Российская национальная библиотека» Санкт-Петербург.
- 1853 год — Сементовский Н. М. -напечатал о первой Киевской выставке сельских произведений в «Журнале Министерства Государственных Имуществ».
- 1857 год — Сементовский Н. М. — «Церковь десятинная рождества пресвятыя богородицы». Сочинение члена Русских обществ Географического и Археологического. Киев 1857 год, 56 стр., 2 листа с илл. «Из Галереи Киев. Достояние, вид и древности» «Российская национальная библиотека» Санкт-Петербург.
- 1857 год — Сементовский Н. М. —"Десятинная церковь Рождения Пресвятой Богородицы" (Киев, 1857).
- 1857 −1859 годы — Сементовский Н. М. — «Галерея Киевских достопримечательных видов и древностей». Периодическое ежемесячное издание. Город Киев. В 1857—1858 годах издатели-редакторы Н. М. Сементовский и А.Гаммершмид. С 1858 года издатель-редактор Сементовский Н. М. В 1857 году издание вышло в 7-ми тетрадях находится в «Российской национальной библиотеке», в Санкт-Петербурге. Рецензия вышла в «Санкт-Петербургских ведомостях» № 102 (Русская литература).
- 1857 год — Сементовский Н. М. — «Запорожская рукопись, указывающая, в каких именно местах и какие сокрыты клады гайдамаками и местными жителями» Издано Николаем Сементовским. Киев, 1857 год. ХХ, 60 стр. «Российская национальная библиотека» Санкт-Петербург.
- 1857 год — Сементовский Н. М. —"Запорожская рукопись, указывает, в каких местах зарыты клады гайдамаками", Киев, 1857 год, типография Гамершмида. Рецензия «Северная Пчела» № 70 и Сын отечества № 16.
- 1857 год — Сементовский Н. М. — «Сказание о ловах великих князей киевских» Сочинение члена-сотрудника Русского Географического и член-корреспондент С.Петербургского Археологического и Нумизматического обществ Николая Сементовского. СПб., (тип. И. Фишона), 1857 год, 18стр. с илл. «Российская национальная библиотека» Санкт-Петербург. Статья также публикуется в «Живописной русской библиотеке» том 2, издана в Санкт-Петербурге, типография П.Фишона.
- 1857 год — Сементовский Н. М. — «Киев и его достопамятности.» издание второе, критическая статья выходит в «Киевских Губернских Ведомостях» № 7, в неофициальной части.
- 1858 год — Сементовский Н. М. -«Жизнь святыя великомученицы Варвары, и Повесть о ея святых мощах.» С рисунками, изображющими: Драгоценную гробницу, в коей почивают святыя мощи великомученицы в Киево-Златоверхо-Михайловском монастыре и драгоценный образ представляющий ея усекновенную главу, находящиеся в том же монастыре. Написаны Н.Сементовским. Киев. (Типография А.Гаммершмида), 1858 год, 48 стр, 2л. илл. «Российская национальная библиотека» Санкт-Петербург. В 1860 году выходит восьмое издание этого произведения в типографии автора-Сементовского Н. М.
- 1858 год — Сементовский Н. М.-«Несколько слов об оружии музыкальных и одеждах древних Киевлян.» Живописная Русская Библиотека Том 3 № 39, стр. 306—307.
- 1859 год — Сементовский Н. М. — «Галерея Киевских достопримечательных видов и древностей». Киев. Губ. Тип.,1859 год Тетрадь 1-10 стр., 2л.илл.,Тетрадь 2- 16стр. 2л.илл.,Тетрадь 3-20стр., 2л.илл.,Тетрадь 4-24 стр., 2л.илл.,Тетрадь 5-28 стр., 2л.илл., Тетрадь 6-32 стр., 1л.илл., Выпустил редактор и издатель Николай Сементовский. «Российская национальная библиотека» Санкт-Петербург.
- 1859 год — Сементовский Н. М.- «Киевское кресто-резное ремесло» печатается в «Русском дневнике» (петербургская газета) и в «Киевских губернских ведомостях» № 26, 1859 год.
- 1859 год — Сементовский Н. М.-«Плащаница 16 века в Переяславле» печатается в «Известиях Императорского Археологического Общества», том 2, вып. 1, столбец 57-58.
- 1860 год — Сементовский Н. М.-" Дорогая скрипка, или Литературные подвиги Бандуры. " /По поводу полемики Н.Сементовского с Н.Чернышевым. Киев./ , 1860 год. « Российская национальная библиотека» Санкт-Петербург.
- 1860 год — Сементовский Н. М. — «Кресто-иконо-резное ремесло в Киеве.» СПб. 1860 год, 13 стр. /Сочинение это написано в ответ на задачу "О составлении описания сельских рукоделий различных местностей./ Труды И. В. Э. Общества том. 1, отдел 2, стр. 75-88. «Российская национальная библиотека», Санкт-Петербург.
- 1860 год — Киевская хроника Сементовского Николая Максимовича. Северная пчела 1860 год. № 204.
- 1860 год — Сементовский Н. М.- «Вывод из статьи господина Беретти Николая Сементовского». Северная пчела 1860 год. № 214.
- 1860 год — Сементовский Н. М.- "Несколько слов по поводу помещенной в № 134 "Одесского Вестника"статьи под заглавием «Заметка о свеклосахорной промышленности в России». «Одесский Вестник» № 22, 1860 год.
- 1860 год — Сементовский Н. М.- Заметка о женских пансионах. «Одесский Вестник» № 127.
- 1860 год — Сементовский Н. М.- «Фрески XII века открытые в Киевской Кирилловской обители и несколько строк о древнем стенописаннии в Киевских храмах». «Северная Пчела» № 204, 1860 год и "Киевская хроника, 1860 год.
- 1861 год — Сементовский Н. М.- «Возражение на Киевскую хронику господина Сементовского», в Северной Пчеле № 204, 1860 год, А.Беретти, Киев, «Телеграф», № 12, по поводу открытия фресок в Кириловской обители. Ср. РНБ 1860, № 3274.
- 1864 год — Сементовский Н. М. — «Киев, его святыни, древности, достопамятности и сведения, необходимые для его почитателей и путешественников.» Сочинение украшено 55 политипажами, изображающими виды Киева… Киев, типография Сементовского, Киев, 1864 год. 3-342 стр. с илл, 3 л. план. «Российская национальная библиотека» Санкт-Петербург.
- 1864 год — Сементовский Н. М. — «Кивские пещеры и Киево-Печерская лавра» (Киев, 1864)
- 1864—1865 годы — Сементовский Н. М. публикует историческую повесть «Воевода Волчий хвост»(9 глав) в периодическом историко-литературном журнале «Вестник Западной России».
- 1865 год — Сементовский Н. М. — «Ваши и наши. Фантастические очерки карандаша». /Карикатуры/. Издательство Н.Сементовского. Киев, 1865 год «Российская национальная библиотека» Санкт-Петербург.
- 1866 год — Сементовский Н. М. -начал издавать «Киевский Хозяйственный Календарь», который в следующих годах носил название «Киевского Всенародного Календаря».
- 1869—1871 год — Сементовский Н. М. является издателем — редактором политической, литературной газеты «Паровоз», которая выходит в городе Киеве в 1869—1870 годах три раза в неделю, а в 1871 году еженедельно. В 1869 году вышло 135 номеров газеты, в 1870 году вышло 95 номеров газеты и в 1871 году 6 номеров газеты.
- 1876 год — Сементовский Н. М.--«Поверенные.» Часть 1,2 — Учреждение судебных установлений,- Гражданское судопроизводство. -Законы гражданские и торговые. 1876 год, 360 стр. Часть 3 — Формы деловых бумаг и сведения по делопроизводству. 1876 год, 158 стр. «Российская национальная библиотека» Санкт-Петербург.
- 1876 год — Сементовский Н. М. — «Поверенные и доверители, защитники и обвинители.» Систематический свод узаконений с разъяснениями по решениям кассационных департаментов с 1866 по 1876 г., и др. источникам, и прил. форм деловых бумаг, употребляемых в мировых судебных установлениях и общих судебных местах. В 3-х частях. Составлены поверенным по судебным делам Н. М. Сементовский. Киев, типография Сементовского, 1876 год. «Российская национальная библиотека» Санкт-Петербург.
- 1877 год — Сементовский Н. М. — «Древнейшая в России церковь Спас на Берестове, построенная святым великим князем Владимиром в Киеве, в 989 г.» Сочинение члена Русских обществ: Географического и Археологического … Н. М. Сементовского. (Киев, типография Сементовского), 1877 год. 22, 111 стр. 14 л.цвет. илл. «Российская национальная библиотека» Санкт-Петербург.
- 1877 год — Сементовский Н. М. — «Систематический свод узаконений для тяжущихся и поверенных.» С разъяснениями по решениям кассационных департаментов по 1877 год, и другим источникам. С приложением форм деловых бумаг, употребляемых в мировых судебных установлениях, в общих судебных местах нового устройства и старых. В 2-х частях, Киев (тип. Сементовского), 1877 год, 360, 6-158, V1 c. «Российская национальная библиотека» Санкт-Петербург.
- 1878 год — Сементовский Н. М. — «Систематический свод узаконений для тяжущихся и поверенных.» Издание 3. С разъяснениями по решениям кассационных департаментов по 1878 год, и другим источникам. С приложением форм деловых бумаг, употребляемых в мировых судебных установлениях, в общих судебных местах нового устройства и старых, и приложением нового закона 7 марта 1879 года, Об отмене личного задержания за долги. Сочинение Н. М. Сементовского, Киев (тип. А. Н. Иванова), 1880 год, 360, 6-190, V1 c. «Российская национальная библиотека» Санкт-Петербург.
- 1900 год — Сементовский Н. М. Кіевъ его святыни, древности, достопамятности и свѢдѢнія необходимыя для его почитателей и путешественниковъ… / Чл. Имп. Географич. и археологич. о-ва Николая Сементовскаго. — Кіевъ. — СПб. : Н. Я. Оглоблинъ, 1900. — XVI, 300 [8] стр.
- 1994 год — Сементовский Н. М. , Даниил Лукич Мордовцев-Мазепа, Ф.Булгарин- Кочубей -«Царь и гетман» / О Петре 1 и Мазепе/ 734стр. Книга переиздана в 1994 году «Российская национальная библиотека» Санкт-Петербург.
- С 1857 по 1877 год (как минимум)Сементовский Н. М. являлся хозяином типографии и литографии в Киеве, печатал картины в красках и туши, что тогда было новым в типографской технике.
- 18ХХ год — Сементовский Н. М. — «Древности Киева, Петровского времени».
- 18ХХ год — Сементовский Н. М. — «Церковь Спаса на Берестове».
- 18ХХ год — Сементовский Н. М. — «Ответ г. Полибину».
- 18ХХ год — Сементовский Н. М. — «Что действительно осталось от церкви Спас на Берестове».
- 18ХХ год — Сементовский Н. М. — «История введения в Киеве взаимного страхования имущества».
- 18ХХ год — Сементовский Н. М. — «Киев, его святыня».
- 18ХХ год — Сементовский Н. М. — «Ответ на статью о греческой надписи».

## Семья
- Отец — Сементовский-Курилло Максим Филиппович, статский советник, полтавский дворянин, врач, участник войны с французами 1812—1814 годов, служил в качестве штаб-лекаря. 21 марта 1830 года Сементовскому-Курило Максиму Филипповичу, коллежскому советнику, был пожалован диплом с гербом на дворянское достоинство.
- Жена — Сементовская—Курилло Мария Яковлевна.
- Дочь — Сементовская-Курилло Наталья Николаевна.
- Брат — Сементовский Александр Максимович -статский советник, губернский лесничий Витебской губернии, российский писатель, этнограф, археолог, историк, краевед, секретарь статистического комитета Витебской губернии, экономист в области статистики.
- Брат — Сементовский Константин Максимович — действительный статский советник, писатель, историк, краевед, этнограф, фольклорист, литературный псевдоним Константин Калайденський.

## Примечание
- 1851 год, 10 мая — Сементовский Н. М., в Киеве, избран Член сотрудником Императорского русского археологического общества. (ЗАПИСКИ ИМПЕРАТОРСКОГО АРХЕОЛОГИЧЕСКОГО ОБЩЕСТВА. Том. 1, 1886 год. Стр. CLXXV.)
- 1852 год, 20 марта -Сементовский Н. М. передал в дар Русскому археологическому обществу железный топорик имеющий археологическую ценность.
- 1852 год, 10 мая -Сементовский Н. М. передал в дар Русскому археологическому обществу два наконечника стрел, найденные при раскопках в Киевской губернии.
- 1852 год-Сементовский Н. М. секретарь (руководитель) распорядительного комитета первой Киевской выставки сельских произведений.
- 1857 год, 1 мая-Сементовский Н. М. награждён малой золотой медалью за описание кресто-иконорезного промысла в Киеве
- 1864 года, 6 августа-Сементовский Николай Максимович, коллежский асессор, пожертвовал Киевскому святому Владимирскому братству 5 рублей .
- 1878 год-Сементовский Н. М. передал в дар Русскому археологическому обществу 9 старинных гравюр.